# Atalanta Società Bergamasca di Ginnastica e Sports Atletici 1915-1916

## Stagione
La stagione viene caratterizzata dalla sospensione dei campionati a livello nazionale a causa dello scoppio della prima guerra mondiale.
In sostituzione viene disputata la Coppa Federale 1915-1916, a cui la società bergamasca non partecipa.
Si iscrive invece alla Coppa Lombardia, competizione organizzata dal Comitato Regionale Lombardo. Di tale torneo tuttavia mancano sia i tabellini delle partite che la rosa della squadra, composta soltanto dai giocatori delle Riserve e dei Boys al di sotto dei 20 anni, dato che tutti gli altri giocatori erano stati chiamati alle armi ed inviati al fronte.

## Risultati

### Coppa Lombardia
| Milano 5 marzo 1916 1ª giornata | US Milanese | 4 – 2 | Atalanta |  |

| Bergamo 12 marzo 1916 2ª giornata | Atalanta | 0 – 2 (A tav.) | Trevigliese |  |

| Bergamo 19 marzo 1916 3ª giornata | Bergamasca | 0 – 0 | Atalanta |  |

| Bergamo 26 marzo 1916 4ª giornata | Atalanta | 2 – 5 | US Milanese |  |

| Treviglio 2 aprile 1916 5ª giornata | Trevigliese | 4 – 2 | Atalanta |  |

| Bergamo 9 aprile 1916 6ª giornata | Atalanta | 2 – 0 | Bergamasca |  |